# Secure Hash Algorithm
Der Begriff Secure Hash Algorithm (kurz SHA, englisch für sicherer Hash-Algorithmus) bezeichnet eine Gruppe standardisierter kryptologischer Hashfunktionen. Diese dienen zur Berechnung eines Prüfwerts für beliebige digitale Daten (Nachrichten) und sind unter anderem die Grundlage zur Erstellung einer digitalen Signatur.
Der Prüfwert wird verwendet, um die Integrität einer Nachricht zu sichern. Wenn zwei Nachrichten den gleichen Prüfwert ergeben, soll die Gleichheit der Nachrichten, nach normalem Ermessen, garantiert sein. Darum fordert man von einer kryptologischen Hashfunktion die Eigenschaft der Kollisionssicherheit: es soll praktisch unmöglich sein, zwei verschiedene Nachrichten mit dem gleichen Prüfwert zu erzeugen.

## Geschichte – SHA/SHA-0
Das National Institute of Standards and Technology (NIST) entwickelte zusammen mit der National Security Agency (NSA) eine Hash-Funktion als Bestandteil des Digital Signature Algorithms (DSA) für den Digital Signature Standard (DSS). Die Funktion wurde 1993 veröffentlicht. Diese als Secure Hash Standard (SHS) bezeichnete Norm spezifiziert den sicheren Hash-Algorithmus (SHA) mit einem Hash-Wert von 160 Bit Länge für beliebige digitale Daten von maximal 264 − 1 Bit (≈ 2 Exbibyte) Länge.
SHA ist wie die von Ronald L. Rivest entwickelten MD4 und MD5 eine Merkle-Damgård-Konstruktion mit Davies-Meyer-Kompressionsfunktion, und die Kompressionsfunktion ist auch ähnlich wie bei diesen konstruiert. Mit seinem längeren Hash-Wert von 160 Bit gegenüber 128 Bit bei MD4 und MD5 ist SHA aber widerstandsfähiger gegen Brute-Force-Angriffe zum Auffinden von Kollisionen.
Die Nachricht wird mit einem Endstück erweitert, das die Länge der ursprünglichen Nachricht codiert. Dann wird sie in 512 Bit lange Blöcke geteilt, welche nacheinander verarbeitet werden. Dazu wird ein interner Datenblock von 160 Bit mittels einer Blockverschlüsselung verschlüsselt, mit dem Nachrichtenblock als Schlüssel. Zum Schlüsseltext wird dann der Klartext wortweise modulo {\displaystyle 2^{32}} addiert. Der so berechnete Datenblock wird nun mit dem nächsten Nachrichtenblock verschlüsselt oder nach dem Einarbeiten des letzten Nachrichtenblocks als Hashwert ausgegeben.

## SHA-1

Aufbau einer Runde von SHA-0 und SHA-1

Der ursprüngliche SHA wurde wegen eines „Konstruktionsfehlers“ schon 1995 korrigiert und spielte deswegen in der Praxis kaum eine Rolle. Er ist heute als SHA-0 bekannt, die korrigierte Variante als SHA-1.
Die Korrektur besteht nur in einem kleinen Detail (Rotation eines Datenwortes in der Schlüsseleinteilung), nicht jedoch in der Anzahl der durchlaufenen Runden oder sonstiger Maßnahmen, die unmittelbar eine wesentlich höhere Sicherheit erwarten lassen. Die Kryptoanalyse bestätigt jedoch, dass die Rotation die Berechnung von Kollisionen erheblich erschwert.

### Schwächen
Am 15. Februar 2005 meldete der Kryptographieexperte Bruce Schneier in seinem Blog, dass die Wissenschaftler Xiaoyun Wang, Yiqun Lisa Yin und Hongbo Yu von Shandong University in China erfolgreich SHA-1 gebrochen hätten. Ihnen war es gelungen, den Aufwand zur Kollisionsberechnung von 280 auf 269 zu verringern. 269 Berechnungen könnten eventuell mit Hochleistungsrechnern durchgeführt werden.
Kurze Zeit später, am 17. August 2005, wurde von Xiaoyun Wang, Andrew Yao und Frances Yao auf der Konferenz CRYPTO 2005 ein weiterer, effizienterer Kollisionsangriff auf SHA-1 vorgestellt, welcher den Berechnungsaufwand auf 263 reduziert.
Im August 2006 wurde auf der CRYPTO 2006 ein weit schwerwiegenderer Angriff gegen SHA-1 präsentiert. Dabei sind bis zu 25 % der gefälschten Nachricht frei wählbar. Bei bisherigen Kollisionsangriffen wurden die so genannten Hash-Zwillinge nur mit sinnlosen Buchstabenkombinationen des Klartextes gebildet. Diese waren leicht erkennbar.
Ein kritisches Angriffsszenario erfordert, dass Angreifer eine zweite, in Teilen sinnvolle Variante eines Dokuments erzeugen, die den gleichen SHA-1-Wert und damit die gleiche Signatur ergibt. Die beim Angriff verbleibenden 75 % sinnloser Zeichen (also Datenmüll) können vor ungeschulten Betrachtern ggf. technisch verborgen werden. Der Angreifer kann behaupten, die gefälschte Variante sei anstatt der originalen Variante signiert worden.
Im Oktober 2015 veröffentlichten Marc Stevens, Pierre Karpman und Thomas Peyrin eine Freestart-Kollision für die Kompressionsfunktion von SHA1. Damit waren bis dahin geltende Abschätzungen, wann es zu welchen Kosten möglich ist, für SHA-1 aufgrund steigender Rechenleistung Chosen-Prefix-Kollisionen zur Fälschung von TLS-Zertifikaten zu finden, hinfällig. Sie empfahlen, von SHA-1 baldmöglichst zu SHA-2 oder SHA-3 überzugehen.
Im Februar 2017 veröffentlichten Google-Mitarbeiter eine erste Kollision von SHA-1. Sie erzeugten zwei verschiedene funktionierende PDF-Dateien mit gleichem SHA-1-Prüfwert unter enormem Aufwand. Eine einzelne CPU hätte etwa 6500 Jahre dafür benötigt.

Im Jahre 2019 benötigten öffentlich bekannte Chosen-Prefix-Angriffe 266,9 bis 269,4 SHA-1-Berechnungen, um Kollisionen zu finden. Das entsprach im Jahre 2017 100 GPU-Jahren Rechenkapazität.

### Empfehlungen
Als Reaktion auf die bekanntgewordenen Angriffe gegen SHA-1 hielt das National Institute of Standards and Technology (NIST) im Oktober 2005 einen Workshop ab, in dem der aktuelle Stand kryptologischer Hashfunktionen diskutiert wurde. NIST empfiehlt, SHA-1 nicht mehr für digitale Signaturen zu verwenden, lässt die Nutzung für Anwendungszwecke, die keine Kollisionsresistenz benötigen, aber noch bis 2030 zu. Das BSI empfiehlt die Verwendung von SHA-2 oder SHA-3 anstelle von SHA-1. Im Oktober 2015 empfahl Bruce Schneier, SHA-1 nicht mehr zu verwenden.

### Beispiel-Hashes
```
SHA1("
F
ranz jagt im komplett verwahrlosten Taxi quer durch Bayern")
 = 68ac906495480a3404beee4874ed853a037a7a8f
```

Ein Tippfehler (G statt F) ändert den Text um nur ein Bit (ASCII-Code 0x47 statt 0x46):
```
SHA1("
G
ranz jagt im komplett verwahrlosten Taxi quer durch Bayern")
 = 89fdde0b28373dc4f361cfb810b35342cc2c3232
```

Eine kleine Änderung der Nachricht erzeugt also einen komplett anderen Hash. Diese Eigenschaft wird in der Kryptographie auch als Lawineneffekt bezeichnet.
Der Hash eines Strings der Länge null ist:
```
SHA1("")
 = da39a3ee5e6b4b0d3255bfef95601890afd80709
```

### Pseudocode
Es folgt der Pseudocode für den SHA-1.
```
// 
Beachte: Alle Variablen sind vorzeichenlose 32-Bit-Werte und

// 
verhalten sich bei Berechnungen 
kongruent (≡)
 modulo 2^32
```

```
// 
Initialisiere die Variablen:

var
 
int
 h0 := 0x67452301

var
 
int
 h1 := 0xEFCDAB89

var
 
int
 h2 := 0x98BADCFE

var
 
int
 h3 := 0x10325476

var
 
int
 h4 := 0xC3D2E1F0
```

```
// 
Vorbereitung der Nachricht 'message':

var
 
int
 message_laenge := bit_length(message)

erweitere
 message 
um
 bit "1"

erweitere
 message 
um
 bits "0" 
bis
 Länge von message in bits 
≡
 448 (mod 512)

erweitere
 message 
um
 message_laenge als 
64-Bit 
big-endian
 Integer
```

```
// 
Verarbeite die Nachricht in aufeinander folgenden 512-Bit-Blöcken:

für alle
 
512-Bit
 Block 
von
 message
   unterteile Block in 16 32-bit 
big-endian
 Worte w(i), 0 ≤ i ≤ 15
```

```
   
// 
Erweitere die 16 32-Bit-Worte auf 80 32-Bit-Worte:

   
für alle
 i 
von
 16 
bis
 79
       w(i) := (w(i-3) 
xor
 w(i-8) 
xor
 w(i-14) 
xor
 w(i-16)) 
leftrotate
 1
```

```
   
// 
Initialisiere den Hash-Wert für diesen Block:

   
var
 
int
 a := h0
   
var
 
int
 b := h1
   
var
 
int
 c := h2
   
var
 
int
 d := h3
   
var
 
int
 e := h4
```

```
   
// 
Hauptschleife:

   
für alle
 i 
von
 0 
bis
 79
       
wenn
 0 ≤ i ≤ 19 
dann

           f := (b 
and
 c) 
or
 ((
not
 b) 
and
 d)
           k := 0x5A827999
       
sonst wenn
 20 ≤ i ≤ 39 
dann

           f := b 
xor
 c 
xor
 d
           k := 0x6ED9EBA1
       
sonst wenn
 40 ≤ i ≤ 59 
dann

           f := (b 
and
 c) 
or
 (b 
and
 d) 
or
 (c 
and
 d)
           k := 0x8F1BBCDC
       
sonst wenn
 60 ≤ i ≤ 79 
dann

           f := b 
xor
 c 
xor
 d
           k := 0xCA62C1D6
       
wenn_ende
```

```
       temp := (a 
leftrotate
 5) + f + e + k + w(i)
       e := d
       d := c
       c := b 
leftrotate
 30
       b := a
       a := temp
```

```
   
// 
Addiere den Hash-Wert des Blocks zur Summe der vorherigen Hashes:

   h0 := h0 + a
   h1 := h1 + b
   h2 := h2 + c
   h3 := h3 + d
   h4 := h4 + e
```

```
digest = hash = h0 
append
 h1 
append
 h2 
append
 h3 
append
 h4 
//
(Darstellung als 
big-endian
)
```

Beachte: Anstatt der Original-Formulierung aus dem FIPS PUB 180-1 können alternativ auch folgende Formulierungen verwendet werden:
```
(0 ≤ i ≤ 19): f := d 
xor
 (b 
and
 (c 
xor
 d)) 
(Alternative)
```

```
(40 ≤ i ≤ 59): f := (b 
and
 c) 
or
 (d 
and
 (b 
or
 c)) 
(Alternative 1)

(40 ≤ i ≤ 59): f := (b 
and
 c) 
or
 (d 
and
 (b 
xor
 c)) 
(Alternative 2)

(40 ≤ i ≤ 59): f := (b 
and
 c) + (d 
and
 (b 
xor
 c)) 
(Alternative 3)

(40 ≤ i ≤ 59): f := (b 
and
 c) 
xor
 (d 
and
 (b 
xor
 c)) 
(Alternative 4)
```

## SHA-2
Das NIST hat vier weitere Algorithmen veröffentlicht, die größere Hash-Werte erzeugen. Es handelt sich dabei um den SHA-224, SHA-256, SHA-384 und SHA-512, wobei die angefügte Zahl jeweils die Länge des Hash-Werts (in Bit) angibt. Später kamen noch die Versionen SHA-512/256 und SHA-512/224 hinzu. Diese Weiterentwicklungen werden häufig unter der Bezeichnung SHA-2 zusammengefasst. Sie sind nach dem gleichen Konstruktionsprinzip aufgebaut wie SHA-1, man hat nur den internen Datenblock auf 256 bzw. 512 Bit vergrößert und die Blockverschlüsselung modifiziert, auf der die Kompressionsfunktion basiert.
Von den Algorithmen SHA-1 und SHA-256 hat man die Blockverschlüsselung SHACAL abgeleitet. Diese besteht im Wesentlichen in der internen Blockverschlüsselung von SHA-1 bzw. SHA-256, die hier für sich allein genutzt wird.

## SHA-3
Weil man im Jahr 2004 grundlegende Schwächen der Merkle-Damgård-Konstruktion entdeckte, suchte das NIST nach einer neuen Hashfunktion, die wesentlich zukunftssicherer als SHA-2 sein sollte. Es rief dazu zu einem Wettbewerb auf, wie zuvor bereits für den Advanced Encryption Standard (AES). Die Wahl fiel im Oktober 2012 auf Keccak, die dann im August 2015 unter der Bezeichnung SHA-3 in verschiedenen Varianten standardisiert wurde. SHA-3 ist grundlegend anders als SHA-2 aufgebaut, nämlich als sogenannte Sponge-Konstruktion.

## Spezifikationen
- D. Eastlake, P. Jones: RFC: <a href='https://datatracker.ietf.org/doc/html/rfc3174' class='extiw' title='rfc:3174'>3174</a> – US Secure Hash Algorithm 1 (SHA1). September 2001 (englisch).
- D. Eastlake, T. Hansen: RFC: <a href='https://datatracker.ietf.org/doc/html/rfc4634' class='extiw' title='rfc:4634'>4634</a> – US Secure Hash Algorithms (SHA and HMAC-SHA). Juli 2006 (englisch).
- D. Eastlake, T. Hansen: RFC: <a href='https://datatracker.ietf.org/doc/html/rfc6234' class='extiw' title='rfc:6234'>6234</a> – US Secure Hash Algorithms (SHA and SHA-based HMAC and HKDF). Mai 2011 (löst <a href='https://datatracker.ietf.org/doc/html/rfc4634' class='extiw' title='rfc:4634'>RFC 4634</a> ab, englisch).

### Zu den Schwächen von SHA
- Arjen Lenstra: Further progress in hashing cryptanalysis, 26. Februar 2005 (englisch, PDF; 89 kB)
- Xiaoyun Wang, Yiqun Lisa Yin, Hongbo Yu: Finding Collisions in the Full SHA-1 (englisch, PDF; ZIP; 190 kB)
- Zweifel an der Notwendigkeit des Kryptostandards SHA3 heise online 30. März 2012